# São João Batista no Cárcere
A obra São João Batista no Cárcere foi um quadro religioso pintado por Victor Meirelles em 1852 a pedido da Academia Imperial de Belas Artes para concorrer ao 7º Prêmio de Viagem Internacional. A pintura que lhe rendeu oito anos no exterior, é feita de óleo sobre tela, uma técnica que surgiu na Europa no fim da Idade Média como arte doméstica e tornou-se um símbolo das obras modernas.Com dimensões de 88,7 por 105,9 cm, esta produção neoclássica contrastou com as pinturas que Meirelles realizava até então: paisagens urbanas de sua cidade natal, Desterro. A obra funcionou como um instrumento de evangelização em uma época em que o pintor identificado com a Monarquia trabalhava para a corte portuguesa ajudando no processo de civilização brasileiro por meio de imagens-arquétipo.
Dessa forma, a pintura segue os valores tradicionais arraigados da Academia e a composição estética retrata o evento da forma mais fidedigna possível aos fatos, atentando-se ao cenário e personagem, fazendo uma releitura do movimento clássico que retomava os ideais greco-romanos: perfeição, harmonia, rigor e ordem. O artista brasileiro aproximava seus trabalhos da produção europeia: sistematizando padrões de beleza utilizando racionalmente as formas e proporções geométricas e repleta de detalhes.
Sabe-se que Meirelles parcelava sua pintura para melhor agir sobre ela, podendo focar nos detalhes de cada elemento do quadro, oferecendo volume e perspectiva. Seguindo a visão neoclássica, o catarinense baseava-se nas partes para posteriormente constituir o todo. Os estudos prévios anatômicos realizados pelo artista são refletidos na imagem por meio de uma representação verossímil do corpo de São João Batista. Devido o seu grau de perfeição, quando professor, desenvolveu uma metodologia para desenhar: envolvendo representações geométricas das formas tradicionais (triângulo, retângulo, círculo, trapezoide, oval) que permitiam aos iniciantes brincarem com suas construções testando diferentes esquemas de composições, posições de cada componente na tela e escalas de cores.
É perceptível a idealização do traços na pintura em questão: corpo viril e expressão serena. Nesta obra em análise, há destaque para São João Batista com o uso de efeito luz e sombra. Em um estudo realizado acerca dos 26 anos em que Meirelles pintou, constatou-se que a grande maioria de suas obras, assim como esta, é uma ilustração de um indivíduo sozinho, em posições cotidianas, sem cenários, com a paleta de cores variando entre os tons terrosos e neutros, realçando os quesitos: perspectivas, anatomias, formas e sombras.

## Victor Meirelles
O retratista, professor e pintor Victor Meirelles de Lima nasceu em 18 de agosto de 1832 em Nossa Senhora do Desterro, atual Florianópolis em Santa Catarina, uma região calma, mas importante geograficamente pelo quesito fronteira. Filho do comerciante português Antônio Meirelles de Lima e da brasileira Maria Conceição Prazeres, foi um artista acadêmico representante do neoclassicismo com alguns traços do romantismo que pintava sobre a história brasileira por meio de retratos de heróis e fatos famosos. A favor da Monarquia, Meirelles viveu na transição entre este período e a República e manteve-se artista da corte até o fim do Império. Considera-se que o retratista teve 5 fases artísticas ao longo da vida relacionadas com o seu deslocamento físico: fase catarinense (1832-1846), escolar (1847-1853), Prêmio de Viagem (1853-1861), plenitude (1861-1890) e fase final (1890-1903). O professor catarinense faleceu aos 71 anos em 20 de fevereiro de 1903 no Rio de Janeiro, um domingo de carnaval, por motivos de saúde deixando a esposa Rosália, que veio a óbito no final do mesmo ano.

### Vida artística
Victor Meirelles, em 1843, iniciou seu estudo das línguas francês e latim com o padre Joaquim Gomes d'Oliveira, assim como de filosofia. Em relação à arte, seu estudo começou em 1945, lecionado pelo engenheiro e imigrante argentino Marciano Moreno, que havia sido contratado por seus pais uma vez que a cidade natal não possuía escolas voltadas para as artes plásticas. O conteúdo se fundamentava sobre os desenhos geométricos.
Ainda menino, com apenas 14 anos de idade e gosto pela arte, enviou duas pinturas autorais à direção da Academia Imperial de Belas Artes (AIBA) que foram selecionadas para a Exposição Geral da organização que ocorreu em dezembro de 1846. Com tal reconhecimento, o garoto foi convidado a estudar nesta famosa escola da época que reunia jovens promessas do universo das artes plásticas. Como a Academia ficava no Rio de Janeiro, ele se mudou para a cidade em 1847 com o apoio de alguns amigos da família e do Conselheiro Jerônimo Francisco Coelho que arcaram com as despesas da viagem e matriculou-se na escola onde realizou os seus primeiros trabalhos acadêmicos. Lá suas obras passaram a ter caráter histórico visando à construção de uma identidade nacional.
Em 1849, Meirelles se inscreveu na matéria de pintura histórica a qual cursou por 3 anos tendo como mestre o pintor José Correia de Lima. Em 1852, o pintor concorreu ao 7º Prêmio de Viagem ao Exterior apresentando a obra em questão São João Batista no Cárcere, a qual lhe rendeu a vitória e o prêmio de uma viagem a Europa no ano seguinte subsidiada pelo governo brasileiro, decolando para a Itália em 10 de abril de 1853. Nos 8 anos que permaneceu no exterior, teve contato com Tommaso Minardi (1787-1871), Nicola Consoni (1814-1884) em Roma - onde permaneceu por quatro anos - e Leon Cogniet (1794-1880), Andrea Gastaldi (1810-1889) em Paris por meio das aulas na École Superiéure des Beaux-Arts (Escola Superior de Belas Artes) - onde ficou até 1861. Neste período em que o artista esteve na Europa, a pintura resumia-se em duas tendências: Neoclassicismo - retomada da arte greco-romana seguindo padrões de clareza, proporção e equilíbrio e Romantismo - ruptura com o racionalismo iluminista.
Influenciado, principalmente, pelo primeiro movimento, Victor Meirelles enviou ao Brasil trabalhos próprios de desenhos e pintura a óleo para comprovar sua aplicação nos estudos. Regressou à pátria em 1861 onde, após um ano, foi eleito professor de pintura histórica e paisagem da Academia. De 1869 a 1872, o artista fez dois quadros famosos Passagem de Humaitá e Batalha de Riachuelo. Em 1872, expôs a Batalha dos Guararapes durante a Exposição Geral de Belas Artes. Tais obras citadas acima produzidas no regime de D. Pedro II reforçaram a ideia de uma identidade nacional. Por fim, em 1886, ele decide focar na pintura de panoramas pintando 3: O Panorama do Rio de Janeiro junto de H. Langerock, A Entrada da Esquadra legal no Porto do Rio de Janeiro e Descobrimento do Brasil, adotando no país uma modernidade relacionada às Exposições Universais.

### Obras
Dentre as obras de Victor Meirelles, incluem:
- 1846: Vista da face ocidental do Lago do Palácio da cidade do Desterro (aquarela sobre papel)
- 1856: Busto Clássico (carvão sobre papel); Academia masculina (grafite e crayon sobre papel); Degolação de São João Batista (óleo sobre tela); Flagelação de Cristo (óleo sobre tela)
- 1857-58: O Naufrágio da Medusa
- 1858: A Bacante (óleo sobre tela)
- 1860: Primeira Missa no Brasil (óleo sobre tela)
- 1864: Estudo para Questão Christie (óleo sobre tela)
- 1866: Moema (óleo sobre tela)
- 1868-70: Passagem de Humaitá (óleo sobre madeira)
- 1875: Juramento da Princesa Isabel (óleo sobre tela)
- 1879: Batalha dos Guararapes (óleo sobre tela)
- 1882-1883: Combate Naval do Riachuelo (óleo sobre tela) [11][12]

### Outros trabalhos
Victor Meirelles também redigiu um texto “II Exposição Nacional” sobre a presença da fotografia no evento que ocorreu em 1866 na cidade do Rio de Janeiro. O primeiro relato sobre esta máquina escrita no Brasil e, possivelmente, na língua portuguesa alega o importante papel da fotografia para as artes e ciências, estando a serviço destas.
O Museu Nacional de Belas Artes/IPHAN localizado no Rio de Janeiro conta com cerca de mil obras de Meirelles desde estudos realizados pelo pintor até seus desenhos sobre o papel e as pinturas.
O Museu Victor Meirelles foi aberto em 1952 no centro de Florianópolis, após ser tombada como Patrimônio Histórico Nacional, no local que havia sido a moradia do catarinense. O pontapé inicial se deu durante a Semana de Arte Moderna de 1922 a fim de proteger e preservar patrimônios nacionais. Depois de 1994, o lugar tornou-se um centro cultural com diversos projetos como “Museu vai à escola/Escola vai ao Museu”, o qual diz respeito aos alunos de ensinos públicos. Atrelado ao Instituto Brasileiro de Museus do Ministério da Cultura, o estabelecimento persiste há mais de 55 anos expondo as coleções do artista assim como apresentações culturais no local com o cenário preservado da casa do artista construída entre os séculos XVIII e XIX.

## Contexto histórico
No contexto da Europa Ocidental, precederam o ano em que Victor Meirelles pintou São João Batista no Cárcere (1852):
- Revolução Industrial na Inglaterra: movimento econômico iniciado ao final do século XVIII que se estendeu até 1840 o qual mostrou a força autônoma da tecnologia e criou uma massa de trabalhadores especializados em uma função e assalariados. No Brasil, a Revolução Industrial só ocorreu em 1930 durante a gestão de Getúlio Vargas.
- Revolução Francesa: movimento político de 1789 que envolveu desde as camadas mais vulneráveis à elite da sociedade seguindo os princípios iluministas de liberdade, igualdade e fraternidade.
- Publicação do Manifesto Comunista de Marx e Engels: em 1848 a doutrina socialista foi apresentada pelos sociólogos criticando o funcionamento capitalista e sugerindo uma revolução proletária.

Já no contexto do Brasil, precederam o ano em que Victor Meirelles pintou São João Batista no Cárcere (1852):
- Independência do Brasil: proclamada por D. Pedro I em 7 de setembro de 1822 no intuito de se reafirmar para os cidadãos brasileiros, já que a Monarquia estava perdendo forças.
- Constituição Brasileira de 1824: imposta pelo imperador aumentou o descontentamento da população em relação à Monarquia que somados a crises do açúcar e algodão fizeram D. Pedro I abdicar do trono e retornar para Portugal.
- Período Regencial: entre 1831 e 1840 com inúmeras rebeliões - Cabanagem no Pará, Balaiada no Maranhão, Farroupilha no Rio Grande do Sul, Sabinada e Malês na Bahia que exemplificam a instabilidade e insatisfação em relação ao governo.
- Segundo Reinado: com o golpe da maioridade em 1840, D. Pedro II assumiu o trono com a permanência de revoltas contra a corte, como a Revolução Praieira em Pernambuco.[19]

## Academia Imperial de Belas Artes
Criada em 1826 por Dom João VI e fundada por artistas franceses, a Academia Imperial de Belas Artes (AIBA) marcou o desenvolvimento neoclássico no Brasil, baseando-se na Academia Francesa. Dessa forma, a influência iluminista objetivava civilizar a cidade por olhares europeus - tanto dos franceses quanto da elite monárquica portuguesa, ou seja, usar a arte com a função pedagógica por meio da criação de símbolos e alegorias.
Através da imagem, a corte escolhia os fatos que pretendia gravar na memória da população, assim como os valores e virtudes de uma boa sociedade, além de impedir o surgimento de outros pontos de vista não oficiais, sendo fonte de um controle social na construção da memória dos cidadãos acerca do passado. Mantendo os ideais do Império, a Academia fomentou o progresso artístico no país exigindo uma técnica primorosa e um desenho rigoroso, primeiramente, copiando outras obras europeias enfatizando o estudo da perspectiva e formas geométricas. Com o passar dos anos, introduziram às obras da Academia os aspectos anatômicos, arquitetônicos, cores, efeitos de luz e sombra, prezando pela simetria. A escola também sofreu influência da fotografia, agregando as suas pinturas objetividade, perfeição e potencialidade que aquela garantia.
Somente alunos de destaque no ramo artístico tinha acesso a Academia e alguns artistas neoclássicos como Jacques Luis David (1748-1825) se rebelaram contra as suas imposições. Embora a rigidez de sua ideologia, ela não se manteve estática diante das mudanças sociais da época. Contudo, tais alterações não previam afrouxar o controle da mesma, mas ao contrário, adaptar suas narrativas com o intuito de ser útil para a corte monárquica: promovendo o projeto civilizador. A Academia fechou em 1889.

## Prêmio de Viagem ao Exterior
O Prêmio de Viagem ao Exterior oferecido pela Academia Imperial de Belas Artes tinha o papel estratégico de permitir aos melhores alunos da escola a oportunidade de aprender com grandes mestres das artes plásticas para basearem suas obras nestes novos ensinamentos e modelos europeus. Regulamentado na gestão de Félix Émile Taunay durante o Segundo Reinado, o concurso virou realidade em 1844 e tornou-se a prova máxima da instituição para aplicar em seus discípulos.
A posição de primeiro lugar permitia aos artistas uma viagem à Europa com duração média de 3 anos e pensão totalmente custeada pelo governo brasileiro, principalmente para Roma, na Itália por ser o berço do classicismo até 1855, quando o destino passou a ser Paris, na França que reunia as instituições artísticas mais consagradas da época - a exemplo da École des Beaux-Arts (EBA). Esta escola francesa realizava apenas duas provas de admissão por ano (em março e agosto) que incluíam várias etapas e somente os profissionais premiados através desse concurso adentravam a instituição sem necessitar participar destas etapas. Entendia-se que os medalhistas possuíam conhecimento prévio de anatomia, eram habilidosos nos seus traços, falavam o básico de francês e tinham noção básica da história do país.
No exterior, o pintor estudava em ateliês renomados e, com o passar de cada ano, era mais cobrado pelos seus resultados, necessitando enviar seus trabalhos para o Brasil a fim de serem avaliados pelos profissionais da Academia. Este julgamento garantiria ou não o pagamento da pensão deste aluno por mais um período. As obras vencedoras dos concursos encontram-se no acervo da Academia e o quadro de Victor Meirelles São João Batista no Cárcere é um dos destaques.

## São João Batista
Filho do sacerdote Zacarias e de Isabel (filha de Arão), São João Batista era primo de Jesus. Sua história é contada no Evangelho de São Lucas e remete a um encontro entre as irmãs Isabel e Maria enquanto grávidas de João e Jesus respectivamente que fez com que aquele nascesse sem o pecado original, uma vez que Maria carregava o Salvador e era livre de pecados. Quando adulto e percursor de Jesus foi responsável por abir o caminho para o Senhor. Vivendo no deserto e se preparando para sua missão, São João Batista aguardava o momento de aparecer para o povo de Israel. Enquanto isso, narra a história que o homem amadurecia espiritualmente, sendo exemplo ao pregar penitências e agir de boa fé. O santo foi responsável por iniciar a era evangélica, sendo o último profeta enviado por Deus a fim de reforçar os mandamentos divinos. Por fim, São João Batista faleceu pelo mesmo ideal pelo qual viveu.

## Museu Paulista
O Museu Paulista ou Museu do Ipiranga é responsável por guardar esta obra de Victor Meirelles. Criado em 1893 e aberto em 1895, o local engloba artifícios históricos nacionais. Estruturado no espaço em que Dom Pedro I declarou a Independência do Brasil, o museu arquitetado como um palácio encontra-se fechado atualmente (2017).